# Irma Vep (Fernsehserie)
Irma Vep ist eine achtteilige Dramedy-Miniserie aus dem Jahr 2022. Die Serie basiert auf dem gleichnamigen Film von Olivier Assayas aus dem Jahr 1996. Die Erstausstrahlung fand am 6. Juni 2022 beim US-Sender HBO statt. In Deutschland war die Serie in deutschsprachiger Erstausstrahlung ab dem 16. September 2022 bei Sky Atlantic zu sehen.

## Handlung
Der Filmregisseur René Vidal (Vincent Macaigne) möchte ein Remake des Stummfilms Die Vampire von Louis Feuillade drehen. Die Hauptrolle Irma Vep in dem Film von 1915 hatte die französische Schauspielerin Musidora gespielt. In der Neuverfilmung übernimmt die desillusionierte US-amerikanische Schauspielerin Mira Harberg (Alicia Vikander) die Rolle. Während der Dreharbeiten beginnen die Grenzen zwischen ihr selbst und der Figur, die sie spielt, immer weiter zu verschwimmen.

## Produktion
Assayas begann mit der Entwicklung der Serie im Mai 2020. Im Dezember 2020 wurde sie offiziell von HBO angekündigt.
Die Dreharbeiten begannen am 14. Juni 2021 in der Île-de-France (dort hauptsächlich in Paris und seinen Vororten) und dauerten über hundert Tage. Einige der Schauplätze der Produktion sind die Opéra-Comique, die Champs-Élysées, Montmartre, der Bahnhof Gare du Nord und der Flughafen Charles de Gaulle.

## Episodenliste
| Nr. (ges.) | Nr. (St.) | Deutscher Titel             | Originaltitel        | Erstveröffentlichung USA | Deutschsprachige Erstausstrahlung (D) | Regie           | Drehbuch        |
| ---------- | --------- | --------------------------- | -------------------- | ------------------------ | ------------------------------------- | --------------- | --------------- |
| 1          | 1         | Der abgeschlagene Kopf      | The Severed Head     | 6. Juni 2022             | 16. Sep. 2022                         | Olivier Assayas | Olivier Assayas |
| 2          | 2         | Der Ring, der tötet         | The Ring that Kills  | 13. Juni 2022            | 16. Sep. 2022                         | Olivier Assayas | Olivier Assayas |
| 3          | 3         | Die Flucht des toten Mannes | Dead Man's Escape    | 20. Juni 2022            | 23. Sep. 2022                         | Olivier Assayas | Olivier Assayas |
| 4          | 4         | Der Giftmörder              | The Poisoner         | 27. Juni 2022            | 23. Sep. 2022                         | Olivier Assayas | Olivier Assayas |
| 5          | 5         | Hypnotische Augen           | Hypnotic Eyes        | 4. Juli 2022             | 30. Sep. 2022                         | Olivier Assayas | Olivier Assayas |
| 6          | 6         | Der Herr des Donners        | The Thunder Master   | 11. Juli 2022            | 30. Sep. 2022                         | Olivier Assayas | Olivier Assayas |
| 7          | 7         | Das Gespenst                | The Spectre          | 18. Juli 2022            | 8. Okt. 2022                          | Olivier Assayas | Olivier Assayas |
| 8          | 8         | Die schreckliche Hochzeit   | The Terrible Wedding | 24. Juli 2022            | 8. Okt. 2022                          | Olivier Assayas | Olivier Assayas |